# Chiesa di San Pietro Apostolo (Soncino)
La chiesa di San Pietro Apostolo è un edificio religioso del comune italiano di Soncino, in provincia e diocesi di Cremona. Sede della parrocchia omonima, fa parte della zona pastorale 2.

## Storia
Le prime testimonianze riguardanti una chiesa dedicata a san Pietro Apostolo risalgono al XII secolo. L'edificio rimase escluso, insieme agli edifici circostanti, dalla cinta muraria, fatta costruire dal signore di Soncino e Cremona Buoso da Duera.
L'edificio subì, nel corso del XVII secolo, importanti lavori di rimaneggiamento della struttura, mentre nel 1915 fu ampliato, aggiungendo una campata, e fu conseguentemente ricostruita la facciata.
Dal 2020 è sede della Conferenza San Vincenzo de' Paoli, istituzione caritativa soncinese legata alla Società di San Vincenzo de' Paoli.

## Descrizione

### Esterno
L'edificio, orientato sull'asse est- ovest, presenta un corpo centrale rettangolare, chiuso sul lato orientale dal presbiterio rettangolare e dall'abside semicircolare. 
La facciata novecentesca, a registro unico, è delimitata ai lati da due paraste lisce con capitelli dorici che inquadrano, al centro, il portale d'ingresso all'edificio, decorato con due paraste ioniche sormontate da un frontone curvilineo aggettante. Sopra il portale si trova un finestrone, decorato con un cornicione mistilineo e racchiuso superiormente da un arco marmoreo leggermente aggettante. La facciata è coronata da un frontone triangolare, sormontato ai lati da due pinnacoli e al centro da una croce metallica.
Sul lato settentrionale, addossato al punto di innesto tra l'aula e il presbiterio, si innalza il campanile a base quadrata, decorato sugli spigoli con un falso bugnato e coronato da una guglia a base ottagonale dall'andamento curvilineo.

### Interno
L’interno presenta un'unica navata affiancata, sui lati lunghi, da quattro cappelle per lato, inquadrate da semicolonne ioniche lisce. La navata è coperta con una volta a botte.
Lungo le pareti dell'edificio si trovano i resti dei primi affreschi, risalenti al XIII e al XIV secolo, mentre risultano meglio conservate quelli dei secoli successivi. Tra essi è degna di nota una Madonna del latte databile al XV secolo, a cui vennero poi aggiunte nel Seicento le figure raffiguranti il Padre Eterno gli angeli e le sante Lucia e Agata.
Nel presbiterio vi sono varie tele. Tra esse si annoverano una Liberazione di san Pietro, opera del casalasco Paolo Araldi realizzata verso la fine del Settecento, e l'Immacolata con san Francesco d'Assisi e santa Margherita da Cortona, opera del veronese Gian Domenico Cignaroli intorno alla metà del XVIII secolo.